# Südafrikanische Frauen-Cricket-Nationalmannschaft
Die südafrikanische Frauen-Cricket-Nationalmannschaft (abgekürzt South Africa Women oder South Africa W) vertritt Südafrika als Frauen-Nationalmannschaft auf internationaler Ebene in der Sportart Cricket. Das Team wird vom Verband Cricket South Africa (CSA) geleitet und ist seit 1960 Vollmitglied im International Cricket Council. Die Mannschaft besitzt somit WTest-Status.
Südafrika bestritt seinen ersten WTest 1960 gegen England. Die größten Erfolge bisher sind das dreimalige Erreichen des Halbfinales beim Women’s Cricket World Cup (2000, 2017 und 2022) sowie zweimal das Finale beim T20 World Cup (2023 und 2024).

## Geschichte

### Anfänge des südafrikanischen Frauen-Crickets
Frauen-Cricket in Südafrika hat seine Ursprünge in den letzten Jahrzehnten des 19. Jahrhunderts. In dieser Zeit entstanden erste Clubs in Port Elizabeth und Pietersburg. Jedoch konnten sich viele dieser Clubs nicht lange halten. Danach gab es in den 1930er Jahren noch einmal den Versuch es zu etablieren, aber wirklich gelang dieses erst nach dem Zweiten Weltkrieg, als sich das Frauen-Cricket aus seiner bisherigen Hochburg in der Kapprovinz auf die anderen Provinzen ausbreitete. Das erste internationale Spiel bestritten sie in der Saison 1960/61 als England zu einer Tour nach Südafrika kam. Ihren ersten Test bestritten sie im Dezember 1960 in Port Elizabeth. Die Serie endete mit einer 0–1-Niederlage. Nach der Tour verschlechterten sich die internationalen Beziehungen Südafrikas in Folge der Apartheid. In Folge der Affäre um Basil D’Oliveira nahmen internationale Teams Abstand davon an Sportereignissen in Südafrika teilzunehmen. Eine Tour gegen England 1968 kam daraufhin nicht zustande und in der Saison 1971/72 kam es gegen Neuseeland zu einer letzten Tour, die man ebenfalls mit 0–1 verlor.

### Rückkehr zum internationalen Cricket

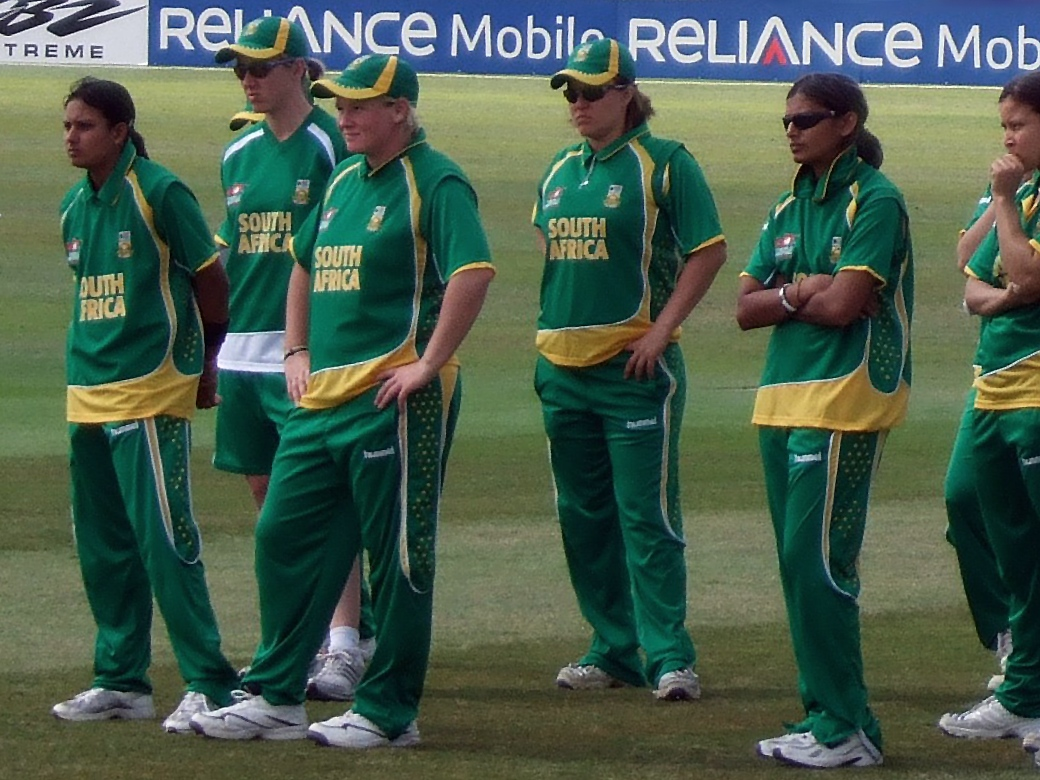
Die südafrikanische Frauen-Cricket-Nationalmannschaft 2009

Während es im Männer-Cricket Rebel Tours gab, die die Suspendierung unterliefen, hatte das Frauen-Cricket schwer. Auch nachdem die Suspendierung 1991 aufgehoben wurde, dauerte es bis 1997 bis Südafrika erstmals wieder ein internationales Spiel bestritt, als es nach Irland und nach England reiste. Während man gegen Irland 3–0 gewinnen konnte und dabei das erste WODI bestritt, verlor man gegen England 1–2. Daraufhin nahm man am Women’s Cricket World Cup 1997 teil, wobei man an Indien im Viertelfinale scheiterte. In der Folge verlor man zunächst WODI-Serien in Australien, Neuseeland und England. Beim Women’s Cricket World Cup 2000 konnte man sich für das Halbfinale qualifizieren, wo man dann an Australien scheiterte. In der Saison 2001/02 konnte man gegen Indien eine Serie gewinnen, bevor man drei Serien gegen England (2000, 2003/04, 2004/05) verlor. Der Women’s Cricket World Cup 2005 wurde in Südafrika ausgetragen und man konnte in der Vorrunde nur ein Spiel gegen die West Indies gewinnen und schied somit aus. Im Sommer 2007 konnte man in den Niederlanden den ersten WTest überhaupt gewinnen. Nachdem sie das Qualifikationsturnier gewinnen konnten spielten sie beim Women’s Cricket World Cup 2009 und schieden sieglos in der Vorrunde aus.
In den ersten drei Ausgaben der Weltmeisterschaft im WTwenty20-Cricket (2009, 2010, 2012) scheiterte das Team jeweils in der Vorrunde, jedoch besserte sich unter Mignon du Preez als Kapitänin auch die Situation. So erreichten sie beim ICC Women’s World Twenty20 2014 das Halbfinale, wo sie an England scheiterten. Unter Dané van Niekerk erreichten sie dann auch bei der WODI-Weltmeisterschaft wieder das Halbfinale und schieden abermals gegen England aus. Beim ICC Women’s T20 World Cup 2020 verloren sie das Halbfinale gegen Australien. Dies gelang ihnen auch beim Women’s Cricket World Cup 2022, bei dem sie an England scheiterten. Ein Jahr später beim ICC Women’s T20 World Cup 2023 konnten sie sich im Halbfinale gegen England durchsetzen und erreichten erstmals ein Finale bei einer Weltmeisterschaft. Dort verloren sie dann jedoch gegen Australien.

## Organisation
Ab den 1880er Jahren wurde Cricket in Südafrika von Verbänden organisiert und ab den 1880er Jahren gab es getrennte Verbände für die südafrikanischen Bevölkerungsgruppen. Am 15. Juni 1909 gründete Südafrika zusammen mit Australien und England die Imperial Cricket Conference (heute International Cricket Council, ICC). Das United Cricket Board of South Africa entstand im Juni 1991 aus der Vereinigung des 1976 gegründeten South African Cricket Union mit dem South African Cricket Board, womit die ethnische Trennung im südafrikanischen Cricket beendet wurde. Cricket South Africa (CSA) wurde 2002 gegründet und bestand bis 2008 parallel zum 1991 gegründeten United Cricket Board of South Africa (UCB). Von 2002 bis 2008 war das United Cricket Board of South Africa verantwortlich für das Amateur-Cricket, während Cricket South Africa für das professionelle Cricket zuständig war; 2008 fusionierte das United Cricket Board of South Africa mit Cricket South Africa. Seitdem ist er verantwortlich für die Organisation des Cricket in Südafrika. Bereits 1991 wurde Südafrika wieder Vollmitglied im International Cricket Council (ICC). Der südafrikanische Verband war außerdem im Jahr 1997 Gründungsmitglied des Kontinentalverbandes Africa Cricket Association (ACA).
Cricket South Africa stellt die Südafrika vertretenden Cricket-Nationalmannschaften, einschließlich der für die Männer, Frauen und Jugend, zusammen. Er ist außerdem verantwortlich für die Durchführung von WTest-, WODI- und WTwenty20-Serien gegen andere Nationalmannschaften sowie die Organisation von Heimspielen und -turnieren. Neben der Aufstellung des Teams ist er verantwortlich für den Kartenverkauf, der Gewinnung von Sponsoren und der Vermarktung der Medienrechte.
Kinder und Jugendliche werden bereits in der Schule an den Cricketsport herangeführt und je nach Interesse und Talent beginnt dann die Ausbildung. Wie andere Cricket-Nationen verfügt Südafrika über eine U-19-Nationalmannschaft, die an der entsprechenden Weltmeisterschaft teilnimmt.

## Spielerinnen

### Spielerstatistiken
Insgesamt haben für Südafrika 71 Spielerinnen WTests, 95 Spielerinnen WODIs und 63 Spielerinnen WTwenty20s gespielt. Im Folgenden sind die Spielerinnen aufgeführt, die für die südafrikanische Mannschaft die meisten Runs und Wickets erzielt haben.

#### Runs
| WTest                  | WTest                  | WTest                  | WTest                  | WODI                   | WODI                   | WODI                   | WODI                   | WTwenty20              | WTwenty20              | WTwenty20              | WTwenty20              |
| Spielerin              | Zeitraum               | WTests                 | Runs                   | Spielerin              | Zeitraum               | WODIs                  | Runs                   | Spielerin              | Zeitraum               | WTwenty20s             | Runs                   |
| ---------------------- | ---------------------- | ---------------------- | ---------------------- | ---------------------- | ---------------------- | ---------------------- | ---------------------- | ---------------------- | ---------------------- | ---------------------- | ---------------------- |
| Marizanne Kapp         | 2014–heute             | 4                      | 395                    | Laura Wolvaardt        | 2016–heute             | 107                    | 4.519                  | Laura Wolvaardt        | 2016–heute             | 083                    | 2.088                  |
| Suné Luus              | 2022–heute             | 4                      | 299                    | Mignon du Preez        | 2007–2022              | 154                    | 3.760                  | Lizelle Lee            | 2013–2021              | 082                    | 1.896                  |
| Jennifer Gove          | 1960–1972              | 7                      | 256                    | Lizelle Lee            | 2013–2022              | 100                    | 3.315                  | Dané van Niekerk       | 2009–2021              | 086                    | 1.877                  |
| Laura Wolvaardt        | 2022–heute             | 4                      | 255                    | Marizanne Kapp         | 2009–heute             | 151                    | 3.182                  | Mignon du Preez        | 2007–2022              | 114                    | 1.805                  |
| Eileen Hurly           | 1960–1961              | 4                      | 240                    | Trisha Chetty          | 2007–2022              | 134                    | 2.703                  | Tazmin Brits           | 2018–heute             | 068                    | 1.719                  |
| Stand: 11. August 2025 | Stand: 11. August 2025 | Stand: 11. August 2025 | Stand: 11. August 2025 | Stand: 11. August 2025 | Stand: 11. August 2025 | Stand: 11. August 2025 | Stand: 11. August 2025 | Stand: 11. August 2025 | Stand: 11. August 2025 | Stand: 11. August 2025 | Stand: 11. August 2025 |

#### Wickets
| WTest                  | WTest                  | WTest                  | WTest                  | WODI                   | WODI                   | WODI                   | WODI                   | WTwenty20              | WTwenty20              | WTwenty20              | WTwenty20              |
| Spieler                | Zeitraum               | WTests                 | Wickets                | Spieler                | Zeitraum               | WODIs                  | Wickets                | Spieler                | Zeitraum               | WTwenty20s             | Wickets                |
| ---------------------- | ---------------------- | ---------------------- | ---------------------- | ---------------------- | ---------------------- | ---------------------- | ---------------------- | ---------------------- | ---------------------- | ---------------------- | ---------------------- |
| Lorna Ward             | 1960–1972              | 7                      | 27                     | Shabnim Ismail         | 2007–2022              | 127                    | 191                    | Shabnim Ismail         | 2007–2023              | 113                    | 123                    |
| Nonkululeko Mlaba      | 2022–heute             | 4                      | 13                     | Marizanne Kapp         | 2009–heute             | 151                    | 167                    | Marizanne Kapp         | 2009–heute             | 116                    | 092                    |
| Gloria Williamson      | 1972–1972              | 3                      | 12                     | Dané van Niekerk       | 2009–2021              | 107                    | 138                    | Dané van Niekerk       | 2009–2021              | 086                    | 065                    |
| Sunette Loubser        | 2007–2014              | 2                      | 11                     | Ayabonga Khaka         | 2012–heute             | 110                    | 134                    | Ayabonga Khaka         | 2012–heute             | 071                    | 057                    |
| Jennifer Gove          | 1960–1972              | 7                      | 09                     | Suné Luus              | 2012–heute             | 132                    | 116                    | Nonkululeko Mlaba      | 2019–heute             | 063                    | 053                    |
| Stand: 11. August 2025 | Stand: 11. August 2025 | Stand: 11. August 2025 | Stand: 11. August 2025 | Stand: 11. August 2025 | Stand: 11. August 2025 | Stand: 11. August 2025 | Stand: 11. August 2025 | Stand: 11. August 2025 | Stand: 11. August 2025 | Stand: 11. August 2025 | Stand: 11. August 2025 |

### Mannschaftskapitäninnen
Bisher haben insgesamt acht Spielerinnen als Kapitänin für Südafrika bei einem WTest fungiert, 14 für ein WODI und elf für ein WTwenty20.
| WTest | WTest             | WTest      | WODI              | WODI       | WTwenty20         | WTwenty20  |
| Nr.   | Name              | Zeitraum   | Name              | Zeitraum   | Name              | Zeitraum   |
| ----- | ----------------- | ---------- | ----------------- | ---------- | ----------------- | ---------- |
| 1     | Sheelagh Nefdt    | 1960–1961  | Kim Price         | 1997–2000  | Cri-Zelda Brits   | 2007–2010  |
| 2     | Maureen Payne     | 1972       | Linda Olivier     | 1999       | Sunette Loubser   | 2009       |
| 3     | Cindy Eksteen     | 2002       | Cindy Eksteen     | 1999–2002  | Alicia Smith      | 2009       |
| 4     | Alison Hodgkinson | 2003       | Alison Hodgkinson | 2003–2005  | Mignon du Preez   | 2011–2016  |
| 5     | Cri-Zelda Brits   | 2007       | Cri-Zelda Brits   | 2007–2011  | Dané van Niekerk  | 2014–2021  |
| 6     | Mignon du Preez   | 2014       | Sunette Loubser   | 2009       | Dinesha Devnarain | 2016       |
| 7     | Suné Luus         | 2022       | Alicia Smith      | 2009       | Chloe Tryon       | 2018–2024  |
| 8     | Laura Wolvaardt   | 2024–heute | Mignon du Preez   | 2011–2016  | Suné Luus         | 2019–2023  |
| 9     |                   |            | Dinesha Devnarain | 2016       | Tazmin Brits      | 2023       |
| 10    |                   |            | Dané van Niekerk  | 2016–2021  | Laura Wolvaardt   | 2023–heute |
| 11    |                   |            | Lizelle Lee       | 2016       | Nadine de Klerk   | 2024       |
| 12    |                   |            | Suné Luus         | 2017–2022  |                   |            |
| 13    |                   |            | Chloe Tryon       | 2017–2025  |                   |            |
| 14    |                   |            | Laura Wolvaardt   | 2021–heute |                   |            |

## Bilanz
Die Mannschaft hat die folgenden Bilanzen gegen die anderen Vollmitglieder des ICC im WTest-, WODI- und WTwenty20-Cricket (Stand: 11. August 2025).
| Gegner      | WTests | WTests | WTests | WTests | WTests | WODIs | WODIs | WODIs | WODIs | WODIs | WTwenty20s | WTwenty20s | WTwenty20s | WTwenty20s | WTwenty20s |
| Gegner      | Sp.    | S      | U      | N      | R      | Sp.   | S     | U     | N     | NR    | Sp.        | S          | U          | N          | NR         |
| ----------- | ------ | ------ | ------ | ------ | ------ | ----- | ----- | ----- | ----- | ----- | ---------- | ---------- | ---------- | ---------- | ---------- |
| Australien  | 1      | 0      | 0      | 1      | 0      | 18    | 1     | 1     | 16    | 0     | 11         | 2          | 0          | 9          | 0          |
| Bangladesch | 0      | 0      | 0      | 0      | 0      | 21    | 18    | 0     | 3     | 0     | 15         | 12         | 0          | 2          | 1          |
| England     | 8      | 0      | 0      | 3      | 5      | 46    | 10    | 0     | 35    | 1     | 28         | 4          | 0          | 23         | 1          |
| Indien      | 3      | 0      | 0      | 3      | 0      | 33    | 12    | 0     | 20    | 1     | 19         | 6          | 0          | 10         | 3          |
| Irland      | 0      | 0      | 0      | 0      | 0      | 20    | 18    | 1     | 0     | 1     | 13         | 11         | 0          | 2          | 0          |
| Neuseeland  | 3      | 0      | 0      | 1      | 2      | 20    | 8     | 0     | 12    | 0     | 17         | 4          | 0          | 12         | 1          |
| Pakistan    | 0      | 0      | 0      | 0      | 0      | 28    | 21    | 1     | 5     | 1     | 24         | 13         | 0          | 11         | 0          |
| Sri Lanka   | 0      | 0      | 0      | 0      | 0      | 25    | 16    | 0     | 6     | 3     | 17         | 11         | 0          | 6          | 0          |
| West Indies | 0      | 0      | 0      | 0      | 0      | 36    | 18    | 1     | 11    | 4     | 26         | 9          | 0          | 16         | 1          |

## Internationale Turniere

### Women’s Cricket World Cup
- 1973: nicht startberechtigt
- 1978: nicht startberechtigt
- 1982: nicht startberechtigt
- 1988: nicht startberechtigt
- 1993: nicht teilgenommen
- 1997: Viertelfinale
- 2000: Halbfinale
- 2005: Vorrunde
- 2009: Vorrunde
- 2013: Vorrunde
- 2017: Halbfinale
- 2022: Halbfinale
- 2025: qualifiziert
- 2029: noch ausstehend

### Women’s T20 World Cup
- 2009: Vorrunde
- 2010: Vorrunde
- 2012: Vorrunde
- 2014: Halbfinale
- 2016: Vorrunde
- 2018: Vorrunde
- 2020: Halbfinale
- 2023: Finale
- 2024: Finale
- 2026: qualifiziert
- 2028: noch ausstehend